# Mariana Avitia
Mariana Avitia Martínez (Monterrey, 18 de septiembre de 1993) es una deportista mexicana que compitió en tiro con arco, en la modalidad de arco recurvo.
Participó en dos Juegos Olímpicos de Verano en los años 2008 y 2012, obteniendo una medalla de bronce en Londres 2012 en la prueba individual. Ganó una medalla de plata en el Campeonato Mundial de Tiro con Arco al Aire Libre de 2017 y dos medallas en los Juegos Panamericanos, oro en 2011 y plata en 2019.

## Palmarés internacional
| Juegos Olímpicos                 | Juegos Olímpicos          | Juegos Olímpicos  | Juegos Olímpicos |
| Año                              | Lugar                     | Medalla           | Prueba           |
| -------------------------------- | ------------------------- | ----------------- | ---------------- |
| 2012                             | Londres (Reino Unido)     | Medalla de bronce | Individual       |
| Campeonato Mundial al Aire Libre |                           |                   |                  |
| Año                              | Lugar                     | Medalla           | Prueba           |
| 2017                             | Ciudad de México (México) | Medalla de plata  | Equipo           |
| Juegos Panamericanos             |                           |                   |                  |
| Año                              | Lugar                     | Medalla           | Prueba           |
| 2011                             | Guadalajara (México)      | Medalla de oro    | Equipo           |
| 2019                             | Lima (Perú)               | Medalla de plata  | Equipo           |